# Порт-Филлип
Залив Порт-Фи́ллип (англ. Port Phillip Bay) — крупный залив, расположенный на юге штата Виктория, Австралия. Площадь залива составляет 1930 км², общая длина береговой линии — 264 км. На северном побережье залива расположен город Мельбурн.
Залив Порт-Филлип считается очень мелким для заливов подобного размера. В самом глубоком месте глубина составляет 24 метра, а на большей части залив мельче 8 метров. Однако большая часть акватории залива Порт-Филлип является судоходной.
Территория, прилегающая к заливу, до прихода сюда европейцев принадлежала племенным союзам вазаронг (на западе), вурунджери (на севере) и бунваранг (на юге и востоке). В водах залива обитают такие представители живого мира, как капский морской котик, киты, дельфины, кораллы, многочисленные птицы и большое количество различных видов рыб.
Первыми европейцами, побывавшими здесь, считаются команда корабля «Lady Nelson» под командованием Джона Мюррея и последовавшая за ними через десять недель экспедиция Мэтью Флиндерса, капитана корабля «Investigator». Это произошло в 1802 году. Первая попытка колонизировать побережье залива была предпринята в 1803 году, когда было образовано каторжное поселение недалеко от современного Соренто. Это было первое европейское поселение на территории современной Виктории. Тем не менее, колония была оставлена уже в 1804 году. Только через 30 лет была предпринята новая попытка обосноваться здесь, когда группа поселенцев, прибывших из Тасмании в 1835 году, основали город Мельбурн на реке Ярра, недалеко от места её впадения в залив. В 1838 году был основан город Джелонг.